# Gefahr aus dem 19. Jahrhundert
Gefahr aus dem 19. Jahrhundert (Originaltitel: Time's Arrow und Time's Arrow, Part II) ist eine Doppelfolge der US-amerikanischen Science-Fiction-Fernsehserie Raumschiff Enterprise – Das nächste Jahrhundert. Es handelt sich um die 26. Folge der fünften Staffel und die erste Folge der sechsten Staffel. Sie wurde in den Vereinigten Staaten über Syndication vermarktet und erstmals am 15. Juni und 21. September 1992 auf verschiedenen Fernsehsendern ausgestrahlt. In Deutschland war sie zum ersten Mal am 16. und 17. Mai 1994 in einer synchronisierten Fassung auf Sat.1 zu sehen.

## Handlung

### Teil I
Im Jahr 2368 bei Sternzeit 45959.1 wird die Enterprise zur Erde zurückbeordert. Dort wurden in einer Höhle bei San Francisco Hinweise dafür gefunden, dass der Planet vor etwa 500 Jahren von Außerirdischen besucht worden war. Offenbar ist die Höhle triolischen Wellen ausgesetzt gewesen, die auf der Erde weder in der Gegenwart noch in der Vergangenheit vorkommen dürften. In der Höhle wurden außerdem einige Gegenstände aus dem späten 19. Jahrhundert gefunden, daneben aber auch der Kopf eines Androiden. Dieser ist auch der Grund, warum die Enterprise hergerufen wurde, denn es handelt sich um den Kopf ihres zweiten Offiziers Data.
Data analysiert diesen Fund erstaunlich nüchtern und nimmt es als feststehende Tatsache hin, dass er offenbar irgendwann durch eine Zeitreise ins 19. Jahrhundert gelangen und dort den Tod finden wird. Chefingenieur La Forge untersucht währenddessen die Höhle. Er stößt dort auf fossilisierte Überreste einer mikroskopischen Lebensform, die die fremden Wesen vermutlich unbewusst von ihrer Heimat mitgebracht haben. Er kann die Fossilien einer Lebensform zuordnen, die auf Devidia II heimisch ist. Captain Picard lässt umgehend einen Kurs auf diesen Planeten setzen. Data und La Forge besprechen ihre Erkenntnisse in der Bar „Zehn Vorne“. Die Barkeeperin Guinan hört ihr Gespräch mit. Sie ahnt, was nun bevorsteht, teilt ihr Wissen aber zunächst niemandem mit.
Als die Enterprise Devidia II erreicht, wird auf der Planetenoberfläche eine zeitliche Verzerrung registriert, von der zudem triolische Wellen ausgehen. Captain Picard schickt zur genaueren Erforschung ein Außenteam hinunter, behält Data aber an Bord, da er befürchtet, hier auf den Ausgangspunkt von dessen Zeitreise gestoßen zu sein, und ihn nicht in Gefahr bringen möchte. Das Außenteam betritt eine Höhle, die zunächst leer erscheint. Counselor Troi verspürt jedoch die Anwesenheit hunderter verängstigter Wesen, die offenbar menschlich sind. La Forge stellt fest, dass aufgrund der zeitlichen Verzerrung andere Lebewesen leicht phasenverschoben sein könnten und damit unsichtbar für das Außenteam wären. Durch ein Subraum-Kraftfeld könnte die Verschiebung überwunden werden. Um dieses zu erzeugen, ist jedoch ein Phasenunkehrer nötig, der auf der Enterprise nicht vorrätig ist. In Datas Systemen ist allerdings einer verbaut, weshalb er sich nun doch auf den Planeten begeben muss. Er baut ein Gerät zur Erzeugung des Subraum-Kraftfelds. Als er es aktiviert, wird er unsichtbar, kann aber noch mit dem Außenteam kommunizieren. Er beschreibt, dass er hier mehrere große, humanoide Wesen erkennt, dazu einen Behälter mit tausenden von Energiefragmenten, die den Wesen wohl als Nahrung dienen. Außerdem befindet sich hier ein schlangenartiges Wesen (von Data „Ophidia“ genannt) hinter einem Kraftfeld. Als zwei der Wesen die Ophidia freilassen, gibt es ein kurzes, lautes Geräusch und einen Lichtblitz, dann bricht der Kontakt zu Data ab.
Data findet sich in einer altertümlich wirkenden Stadt wieder. Eine Zeitung verrät ihm, dass er sich im San Francisco des Jahres 1893 befindet und dass hier gerade die Cholera ausgebrochen ist. Er versucht, einen Weg zurück in seine Zeit zu finden, muss sich dafür aber zunächst an das Leben im 19. Jahrhundert anpassen. Er findet ein Hotel, doch er hat kein Geld für ein Zimmer und wird auch nicht als Arbeitskraft benötigt. Der Page macht ihn auf eine Pokerrunde aufmerksam. Dort glauben zwei Falschspieler, sie hätten leichtes Spiel mit ihm, doch letztendlich nimmt Data ihnen all ihr Geld ab und kann sich nun ein Zimmer leisten. Er schickt den Pagen los, um einige Besorgungen für ihn zu machen. Auf seinem Weg läuft dieser nichtsahnend an einem Mann und einer Frau vorbei, die einen Stock mit einem schlangenkopfförmigen Griff bei sich haben. Sie nähern sich einem kranken Bettler und aus der Handtasche der Frau kommt plötzlich ein Energiestrahl, der den Bettler tötet.
Auf der Enterprise versuchen die Führungsoffiziere inzwischen, Datas Verbleib aufzuklären. La Forge ist zuversichtlich, ein weiteres Subraum-Kraftfeld für ein ganzes Außenteam erzeugen zu können, doch er braucht Zeit für den Bau der nötigen Geräte. Während La Forge beschäftigt ist, trifft sich Picard mit Guinan, die ihm deutlich zu verstehen gibt, dass er das Außenteam unbedingt begleiten muss.
In der Vergangenheit ist Data unterdessen damit beschäftigt, aus den Dingen, die der Page ihm besorgt hat, eine merkwürdige Apparatur zu bauen. Er unterbricht seine Arbeit jedoch, als sein Blick auf eine Zeitung fällt. Dort wird ein literarischer Salon angekündigt und zu Datas Erstaunen ist Guinan die Veranstalterin. Data macht sich auf den Weg zu der Veranstaltung, auf der Samuel Clemens als Redner auftritt. Da Data nicht auf der Gästeliste steht, will man ihn nicht einlassen, doch er verschafft sich energisch Zutritt und sucht Guinan auf. Die scheint Data nicht zu kennen; als er aber das Raumschiff Enterprise erwähnt, sucht sie umgehend einen ruhigen Ort für ein Zwiegespräch. Data hatte vermutet, dass Guinan irgendwie mit ihm zusammen in die Vergangenheit gereist ist, doch er muss feststellen, dass ihr Volk, die El-Aurianer, noch deutlich langlebiger ist als angenommen, denn er hat es hier mit der knapp 500 Jahre jüngeren Guinan zu tun, die genauso aussieht wie ihr Zukunfts-Ich. Diese Guinan ist offenbar vor ihrem Vater auf die Erde geflohen und hat hier eine menschliche Identität angenommen. Data und Guinan werden unterbrochen, als Clemens zu verstehen gibt, dass er ihr Gespräch unglücklicherweise mitgehört hat.
La Forge hat seine Geräte fertiggestellt und beamt gemeinsam mit Troi, dem ersten Offizier Riker, Sicherheitschef Worf und Schiffsärztin Crusher in die Höhle auf Devidia II. Kurz darauf folgt Picard, der aufgrund von Guinans Worten Worf zurück aufs Schiff schickt und dessen Platz einnimmt. Nach dem Aufbau des Kraftfelds werden die Devidianer für das Außenteam sichtbar, umgekehrt können diese das Außenteam aber nicht sehen, da ihre beiden Phasen sich nur angenähert haben, aber nicht deckungsgleich sind. Auch der von Data beschriebene Behälter mit den Energiefragmenten ist zu sehen. Plötzlich öffnet sich ein leuchtendes Portal. Zwei Devidianer, von denen einer einen Stock mit einem Schlangenkopf bei sich führt, gehen hindurch. Das Außenteam beschließt, ihnen zu folgen.

### Teil II
Im Jahr 1893 berichtet Clemens einem Reporter von seiner Begegnung mit mutmaßlichen Zeitreisenden. Das Außenteam hat Data unterdessen noch nicht aufgespürt und musste sich zunächst in der Vergangenheit einrichten. Riker gibt sich als Polizist aus und Crusher als Krankenschwester. Gemeinsam stellen sie eine Untersuchung in einer Leichenhalle an und Crusher stellt fest, dass hier deutlich mehr Menschen an der Cholera gestorben sind, als zu erwarten wäre. Ihre Scans ergeben, dass tatsächlich mehrere der Toten gar nicht der Krankheit zum Opfer gefallen sind, sondern dass ihrem Nervensystem sämtliche elektrochemische Energie entzogen wurde. Sie kommt zu dem Schluss, dass sich die Devidianer von menschlicher Nervenenergie ernähren und gezielt Reisen in seuchengeplagte Zeiten unternehmen, wo sie ihre Opfer leicht als Opfer einer Krankheit tarnen können.
Clemens spioniert Data hinterher und als dieser sein Hotelzimmer verlässt, verschafft er sich Zutritt, indem er dem Pagen gegenüber behauptet, er und Data wollen einen Vertrag abschließen, den er dringend in seinem Zimmer suchen müsse. Der Page ist von Clemens beeindruckt und lässt sich leicht überreden. Er erzählt ihm von seinem noch kurzen, aber ereignisreichen Leben und seinen Zukunftsplänen und lässt sich von Clemens dazu inspirieren, ebenfalls Schriftsteller zu werden. Als er das Zimmer verlässt, rät er Clemens, sich seinen Namen zu merken: Er heißt Jack London. Nun ungestört, durchstöbert Clemens das Zimmer, muss sich aber rasch im Schrank verstecken, als Data und Guinan eintreten. Sie reden darüber, wie Data in die Höhle gelangen kann, in der sein Kopf gefunden wurde. Im 19. Jahrhundert befindet sie sich auf dem Gelände eines Militärstützpunkts und Data hofft, dass Guinan ihre Beziehungen spielen lassen kann, um ihm den Zutritt zu ermöglichen. Clemens verrät sich schließlich durch ein Geräusch und als er zur Rede gestellt wird, geht er seinerseits in die Offensive. Er glaubt nicht, dass Data und Guinan etwas Gutes im Schilde führen, und warnt sie, dass er vorhat, sie aufzuhalten.
Das Außenteam setzt seine Nachforschungen in einem Krankenhaus fort. Sie registrieren triolische Wellen und bald darauf taucht ein vermeintlicher Arzt in Begleitung einer Frau auf. Sie haben einen Stock mit einem schlangenkopfförmigen Griff bei sich. Als Crusher sie in ein Gespräch verwickeln will, reagieren sie aggressiv und es kommt zu einem Kampf. Schließlich verschwinden die beiden Wesen, lassen aber ihren Stock zurück. Das Verschwinden wird von Datas Apparatur in seinem Zimmer registriert und er macht sich sofort mit einer Kutsche auf dem Weg zum Krankenhaus. Der Kampf hat einen Polizisten alarmiert, der Riker nicht abkauft, dass er ein Kollege von ihm sein soll. Das Außenteam ist zur Flucht gezwungen und trifft gerade rechtzeitig auf Data und seine Kutsche.
In ihrer Unterkunft untersucht La Forge den Stock. Mit einem modifizierten Phaserstrahl bringt er den Griff des Stocks dazu, sich in eine Ophidia zu verwandeln. Diese stößt Energieblitze aus, die unter den richtigen Umständen wohl in der Lage sind, ein Zeitportal zu öffnen. Die Höhle scheint hierfür der passende Ort zu sein und Data macht das Außenteam mit Guinan bekannt, die inzwischen dafür gesorgt hat, dass sie das Militärgelände betreten können. Als sie die Höhle schließlich erreicht haben, will Picard die Fähigkeiten der Ophidia testen, doch Clemens hat nach dem Vorfall im Krankenhaus die Spur des Außenteams aufgenommen und ist ihm heimlich gefolgt. Er bedroht Picard mit einem Colt und will sie alle den Behörden übergeben. Plötzlich tauchen unerwartet die beiden als Menschen getarnten Devidianer auf und reißen den Stock an sich. Data kämpft mit ihnen. Hierbei wird die Ophidia aktiviert und explodiert. Ein Portal öffnet sich, doch durch die Explosion verliert Data seinen Kopf. Der männliche Devidianer entkommt durch das Portal. Riker, Troi, Crusher und La Forge folgen ihm. Auch Clemens geht hindurch und hinter ihm schließt sich das Portal. Picard und Guinan bleiben in der Höhle zurück.
La Forge stellt fest, dass auch Datas Körper durch die Explosion zurück ins 24. Jahrhundert gelangt ist. Das Außenteam beamt mit ihm und Clemens zurück auf die Enterprise. Clemens ist sehr beeindruckt von dem Schiff, es fällt ihm aber schwer zu glauben, dass sich die Menschheit weiterentwickelt hat und dass Ungleichheit, Machtgier und andere Übel des 19. Jahrhunderts inzwischen keine Rolle mehr spielen. La Forge setzt Datas 500 Jahre alten Kopf auf seinen Körper, schafft es aber nicht, ihn wieder zu aktivieren. Der Grund hierfür ist ein Stück Eisen, das in Datas Kopf steckt. Riker sieht keine andere Möglichkeit als die Höhle auf Devidia II zu zerstören, um die Devidianer von weiteren Reisen in die Vergangenheit der Erde abzuhalten. Er weist Worf an, den Beschuss mit Photonentorpedos vorzubereiten.
Im 19. Jahrhundert kümmert sich Picard um Guinan, die durch die Explosion ihr Bewusstsein verloren hat. Die Devidianerin will er überzeugen, von ihren Taten abzulassen, da ihren Leuten sonst die Vernichtung droht. Sie erwidert, dass sie bei einem solchen Versuch lediglich die Zeitverschiebung verändern und ihrerseits die Erde vernichten würden. Dann verschwindet sie. Diese Erkenntnis will Picard seiner Besatzung mitteilen und versucht daher, mit einem Stück Eisen eine Nachricht in Datas Kopf einzugeben.
Als La Forge das Eisenstück entfernt, kommt Data wieder zu Bewusstsein. Er erinnert sich an Picards Nachricht. Sie ist nicht ganz verständlich, doch er glaubt, dass sie sich auf die Photonentorpedos bezieht und davor warnt, dass ein gewöhnlicher Beschuss keinen Erfolg bringen wird. Die Torpedos müssen mit Phasenumkehrern ausgestattet werden, die ihre Explosionsenergie in das eigentliche Zeitkontinuum der Devidianer umleiten. Die Zeit, die für die Umrüstung nötig ist, will Riker nutzen, um Picard zu retten. Ein modifizierter Phaser sollte genügen, um in der Höhle ein weiteres Zeitportal zu öffnen, doch es könnte nur eine Person hindurchgehen. Clemens meldet sich freiwillig, da er schließlich ins 19. Jahrhundert gehört. Er kehrt zurück in die Höhle bei San Francisco, verspricht Picard, der verletzten Guinan zu helfen und teilt ihm die Frequenz mit, durch die er mit dem Phaser ein Zeitportal öffnen kann. Picard kehrt zurück nach Devidia II und ins 24. Jahrhundert und wird von dort auf die Enterprise gebeamt, kurz bevor die modifizierten Photonentorpedos einschlagen.

## Verbindungen zu anderen Star-Trek-Produktionen
Gefahr aus dem 19. Jahrhundert enthält Verweise auf mehrere frühere Folgen der Serie:
- In Folge 3.06 (Die Energiefalle) erwähnt Guinan gegenüber La Forge, dass sie glatzköpfige Männer attraktiv findet, da ihr vor langer Zeit ein glatzköpfiger Mann einmal geholfen hat, als es ihr sehr schlecht ging. Etwas ähnliches sagt sie in Folge 5.03 (Fähnrich Ro) zu Ro Laren. Im zweiten Teil der Doppelfolge wird aufgelöst, dass sich diese Andeutungen auf Picard beziehen, der ihr im 19. Jahrhundert das Leben gerettet hat.
- Als Troi gegenüber Riker Datas Definition von Freundschaft erwähnt, zitiert sie dessen Worte aus Folge 4.06 (Die Rettungsoperation).

Einige Elemente aus dieser Folge wurden in späteren Star-Trek-Produktionen wieder aufgegriffen:
- In Folge 6.25 (Gefangen in einem temporären Fragment) von Raumschiff Enterprise – Das nächste Jahrhundert aus dem Jahr 1993 kommt noch einmal das Subraum-Kraftfeld zum Einsatz, das in Gefahr aus dem 19. Jahrhundert erfunden wurde.
- In der animierten Serie Star Trek: Lower Decks gibt es in mehreren Folgen Anspielungen auf die Ereignisse aus Gefahr aus dem 19. Jahrhundert und auf die Person Mark Twain.

## Produktion

### Drehbuch
Ursprünglich war nicht geplant, die fünfte Staffel erneut mit einem Cliffhanger enden zu lassen, doch durch den bevorstehenden Start der Spin-off-Serie Star Trek: Deep Space Nine drohte Raumschiff Enterprise – Das nächste Jahrhundert zu viel Aufmerksamkeit zu verlieren und es kamen Gerüchte auf, dass die Serie abgesetzt werden könnte. Rick Berman und Michael Piller wollten daher mit einer erneuten staffelübergreifenden Doppelfolge ein Zeichen setzen, um zu zeigen, dass die Serie nach wie vor lebendig ist. Schon relativ früh stand fest, dass Data im Mittelpunkt der Geschichte stehen sollte. Er sollte für einen längeren Zeitraum auf einem fremden Planeten auf sich allein gestellt sein. Schließlich wurde daraus eine Zeitreisegeschichte, da man eine Begründung brauchte, warum ihm die Enterprise nicht zu Hilfe kommt. Es wurden verschiedene Zeitperioden in Betracht gezogen, darunter die 1930er, 1960er und 1990er Jahre. Letzteres wurde schnell verworfen, da bereits 1986 im Spielfilm Star Trek IV: Zurück in die Gegenwart eine Zeitreise in die damalige Produktionsgegenwart gezeigt worden war. Rick Berman hatte schließlich die Idee, dass Data auf Mark Twain treffen könnte, womit das späte 19. Jahrhundert als Handlungszeit feststand. Joe Menosky schlug vor, Guinan einzubauen, was von Michael Piller begeistert aufgegriffen wurde.
Jeri Taylor tat sich sehr schwer damit, das Drehbuch für den zweiten Teil zu verfassen, da die Auflösung der Geschichte bei der Entwicklung des ersten Teils noch völlig offen war. Eines der Hauptprobleme des ersten Teils war für sie die übermäßige Verwendung von Technobabble und sie entschied sich, dies im zweiten Teil deutlich zu reduzieren.

### Darsteller
Jerry Hardin, Darsteller von Samuel Clemens, hatte zuvor bereits Radue in Folge 1,17 (Die Sorge der Aldeaner) von Raumschiff Enterprise – Das nächste Jahrhundert gespielt. Er spielte außerdem Neria in Folge 1.09 (Das Unvorstellbare) von Star Trek: Raumschiff Voyager.
Ben Thorley, Darsteller eines Seemanns, spielte auch den Friseur Mr. Mot in zwei Folgen von Raumschiff Enterprise – Das nächste Jahrhundert.
Marc Alaimo hat hier als Frederick La Roque seinen letzten von vier Auftritten in der Serie Raumschiff Enterprise – Das nächste Jahrhundert. In der Nachfolgeserie Star Trek: Deep Space Nine spielte er in allen sieben Staffeln die wichtige Nebenrolle des Cardassianers Gul Dukat.
Pamela Kosh, Darstellerin von Mrs. Carmichael, spielte auch Jessel in der finalen Doppelfolge Gestern, heute, morgen von Raumschiff Enterprise – Das nächste Jahrhundert.
William Boyett, Darsteller des Polizisten, hatte zuvor bereits Dan Bell in Folge 1.12 (Der große Abschied) von Raumschiff Enterprise – Das nächste Jahrhundert gespielt.
Alexander Enberg ist der Sohn der Produzentin und Drehbuchautorin Jeri Taylor. Er hat hier als junger Reporter seinen ersten Auftritt als Schauspieler im Star-Trek-Franchise. Er spielte später noch Taurik in Folge 7.15 (Beförderung) von Raumschiff Enterprise – Das nächste Jahrhundert. In Star Trek: Raumschiff Voyager spielte er in acht Folgen die Nebenfigur Fähnrich Vorik sowie einen Malon in Folge 5.21 (Verheerende Gewalt).

### Drehorte und Kulissen
Für die Darstellung des alten San Francisco wurden im ersten Teil Außenaufnahmen beim Pico House und in der Olvera Street in Los Angeles gedreht. Im zweiten Teil wurde hierfür das New-York-Streets-Set in den Paramount-Studios genutzt.

## Rezeption
Der zweite Teil der Doppelfolge wurde 1993 mit zwei Primetime Emmy Awards in den Kategorien „Beste Einzelleistung in der Frisur für eine Serie“ und „Beste Einzelleistung im Kostümdesign für eine Serie“ ausgezeichnet. Die zweite Auszeichnung ging namentlich an Robert Blackman. Die Folge erhielt außerdem eine Nominierung für einen Primetime Emmy Award in der Kategorie „Beste Einzelleistung im Tonschnitt für eine Serie“.
Keith DeCandido bewertete den ersten Teil von Gefahr aus dem 19. Jahrhundert 2012 auf tor.com als eine leicht unterdurchschnittliche Folge von Raumschiff Enterprise – Das nächste Jahrhundert. Er fand, sie habe viele gute Momente, etwa interessante Gespräche der Hauptfiguren, Datas Anpassungsfähigkeit an das 19. Jahrhundert oder die großartige Schauspielleistung von Jerry Hardin als Samuel Clemens. Sie scheitert seiner Meinung aber daran, dass sie die Auflösung sämtlicher Handlungsstränge in den zweiten Teil verschiebt und in einem äußerst schwachen Cliffhanger endet. Ein kleinerer Kritikpunkt galt den Kulissen, die für DeCandido überhaupt nicht nach San Francisco aussahen. Den zweiten Teil bewertete DeCandido als eine eher schlechte Folge. Er fand, dass zu viele Fragen unbeantwortet bleiben und zu viele unglaubwürdige Momente vorkommen (Wie sind Picard und seine Leute im 19. Jahrhundert an ihre Jobs und ihre Kleidung gekommen? Wie gelingt es Guinan und Clemens, die Höhle zu betreten, obwohl sie auf Militärgelände liegt? Wieso erzählt Clemens ohne besonderen Grund einem Reporter von seiner Begegnung mit Zeitreisenden? Wie kann Picard nur mit einem Nagel eine recht komplexe Nachricht in Datas Kopf hinterlassen?). Die Devidianer empfand er als schwache Gegenspieler und die komisch gemeinten Szenen mit Mrs. Carmichael eher missglückt.
Ed Gross listete Gefahr aus dem 19. Jahrhundert 2016 auf empireonline.com in einer Aufstellung der 50 besten bis dahin ausgestrahlten Star-Trek-Folgen auf Platz 32.
Lisa Granshaw erstellte 2016 für syfy.com eine Liste der 15 besten Star-Trek-Zeitreisegeschichten. Gefahr aus dem 19. Jahrhundert landete dabei auf Platz 9.
Michael Weyer listete Gefahr aus dem 19. Jahrhundert 2018 auf cbr.com in einem Ranking der 20 besten Star-Trek-Zeitreisefolgen auf Platz 20.

## Parodien und Anspielungen
In Folge 3.19 (Roswell gut – alles gut) der Zeichentrickserie Futurama von 2001 gibt es eine Anspielung auf Gefahr aus dem 19. Jahrhundert. Ähnlich wie Datas Kopf wird hier der Kopf des Roboters Bender für mehrere Jahrhunderte verschüttet und erst nach einer Zeitreise wieder mit seinem Körper vereint.